# Shane Kelly
Shane John Kelly OAM (ur. 7 stycznia 1972 w Ararat) – australijski kolarz torowy, trzykrotny medalista olimpijski oraz czternastokrotny medalista mistrzostw świata.

## Kariera
Pierwszy sukces w karierze Shane Kelly osiągnął w 1990 roku, kiedy zdobył brązowy medal mistrzostw świata juniorów w wyścigu na 1 km. Już dwa lata później zdobył srebrny medal w tej samej konkurencji na igrzyskach olimpijskich w Barcelonie, ulegając tylko Hiszpanowi José Moreno. Na siedmiu kolejnych mistrzostwach świata zdobywał medale w tej konkurencji: złote na mistrzostwach w Bogocie w 1995 roku, mistrzostwach w Manchesterze w 1996 roku i mistrzostwach w Perth w 1997 roku; srebrne na mistrzostwach w Hamar w 1993 roku, mistrzostwach w Bordeaux w 1998 roku, mistrzostwach w Berlinie w 1999 roku i mistrzostwach w Stuttgarcie w 2003 roku oraz brązowe na mistrzostwach w Palermo w 1994 roku i mistrzostwach w Kopenhadze w 2002 roku. W wyścigu na 1 km był również trzeci na igrzyskach olimpijskich w Sydney, gdzie wyprzedzili go tylko Brytyjczyk Jason Queally i Niemiec Stefan Nimke.
Sukcesy osiągał także w sprincie drużynowym, zdobywając wspólnie z Darrynem Hillem i Garym Neiwandem złoty medal na mistrzostwach w Manchesterze w 1996 roku oraz srebrne dwa lata później w Bordeaux i brązowy w Perth. Ponadto na igrzyskach w Atenach i igrzyskach w Pekinie Australijczycy z Kellym w składzie zajmowali w tej konkurencji czwarte miejsce. Startował także w keirinie, w którym największe sukcesy osiągnął na igrzyskach olimpijskich w Atenach w 2004 roku i na mistrzostwach świata w Los Angeles w 2005 roku, w obu przypadkach zdobywając brązowe medale.
Jego żona Kristine i szwagier Ryan Bayley również uprawiają kolarstwo.